# Rafael Gracz
Rafael Dawidowicz Gracz, ros. Рафаэль Давидович Грач (ur. 6 sierpnia 1932 w Muryginie, zm. 14 czerwca 1982 w Moskwie) – rosyjski łyżwiarz szybki reprezentujący ZSRR, dwukrotny medalista olimpijski.

## Kariera
Rafael Gracz specjalizował się w sprintach. W 1956 roku wystartował na igrzyskach olimpijskich w Cortina d’Ampezzo, gdzie zdobył srebrny medal na dystansie 500 m. W zawodach tych wyprzedził go jedynie jego rodak Jewgienij Griszyn, a trzecie miejsce zajął Norweg Alv Gjestvang. Na rozgrywanych cztery lata później igrzyskach w Squaw Valley Gracz był trzeci na tym samym dystansie, ulegając tylko Griszynowi oraz Williamowi Disneyowi z USA. Brał także udział w igrzyskach olimpijskich w Innsbrucku w 1964 roku, ale wyścig na 500 m zakończył tam na dziesiątym miejscu. Nigdy nie wystąpił na mistrzostwach świata. Kilkakrotnie zdobywał medale mistrzostw ZSRR w tym złoty na 500 m w 1960 roku.